# Імператор Судзаку
Імператор Судза́ку (яп. 朱雀天皇, すざくてんのう, судзаку тенно; 7 вересня 923 — 6 вересня 952) — 61-й Імператор Японії, синтоїстське божество. Роки правління: 14 грудня 930 — 16 травня 946.
Другий син імператора Дайґо і імператриці Фудзівара но Онсі, доньки кампаку Фудзівара но Мотоцуне. Замолоду звався принц Хіроакіра. 930 року раптово захворів батько, який невдовзі зрікся трон на користь Хіроакіри, який став імператором.
Через малий вік уся влада зосередилася в сессьо (регента) Фудзівара но Тадахіри. 936 року повстав на Кюсю Фудзівара но Сумітомо, який почав піратські операції на морі. 937 року проведено гемпуку (церемонія повноліття) Судзаку, але регентство збереглося у зв'язку з самурайськими повстаннями. 938 року в столиці відбувся невеличкий землетрус. 939 року повстав і оголосив себе новим імператором Тайра но Масакадо в регіоні Канто. Останнього було переможено 940 року, а Сумітомо — 941 року. 
За цим регентство було припинено, але Фудзівара но Тадахіра домігся отримання посади кампаку, зберігши повну владу в державі. 944 року під впливом виверження вулкану Фудзіями призначив свого молодшого брата — принца Наріакіру — спадкоємцем трону. 946 року зрікся владу, яку перебрав Наріакіра, що став знаним як імператор Муракамі.
Надалі колишній імператор планував поновитися на троні, але не наважився виступити проти брата. 952 року став буддійським ченцем у монастирі Ніннадзі, де помер того ж року.